# Liste de pharmacies protégées aux monuments historiques
Cet article recense les officines de pharmacie protégées au titre des monuments historiques en France.

## Méthodologie
La liste prend en compte les édifices de type « pharmacie », situés en France et inscrits ou classés au titre des monuments historiques. Dans une grande partie des cas, les éléments classés sont la devanture de la pharmacie ou sa décoration intérieure.

## Liste
La date correspond à l'année d'inscription ou de classement. Les pharmacies sont classées par département puis par commune.
| Monument                             | Département        | Commune               | Adresse                                         | Coordonnées                        | Notice         | Protection        | Date             | Illustration                         |
| ------------------------------------ | ------------------ | --------------------- | ----------------------------------------------- | ---------------------------------- | -------------- | ----------------- | ---------------- | ------------------------------------ |
| Pharmacie du Parc                    | Allier             | Vichy                 | 26 rue du Président-Wilson                      | 46° 07′ 32″ nord, 3° 25′ 15″ est   | « PA00093404 » | Inscrit           | 1991             | Pharmacie du Parc                    |
| Pharmacie Lesage                     | Calvados           | Douvres-la-Délivrande | 78 rue du Général-de-Gaulle                     | 49° 17′ 54″ nord, 0° 22′ 23″ ouest | « PA00111290 » | Inscrit           | 1975             | Pharmacie Lesage                     |
| Pharmacie                            | Doubs              | Besançon              | 7 rue Morand                                    | 47° 14′ 19″ nord, 6° 01′ 36″ est   | « PA25000016 » | Inscrit           | 2000             | Pharmacie                            |
| Pharmacie Jacques                    | Meurthe-et-Moselle | Nancy                 | 33 rue de la Commanderie et 55 rue Jeanne-d'Arc | 48° 41′ 12″ nord, 6° 10′ 17″ est   | « PA00106188 » | Inscrit           | 1977             | Pharmacie Jacques                    |
| Pharmacie Malard                     | Meuse              | Commercy              | 23 place Charles-de-Gaulle                      | 48° 45′ 43″ nord, 5° 35′ 35″ est   | « PA55000012 » | Classé            | 1998             | Pharmacie Malard                     |
| Pharmacie Caenevet                   | Nord               | Wambrechies           | 6 place du Général-de-Gaulle                    | 50° 41′ 13″ nord, 3° 03′ 09″ est   | « PA00107885 » | Inscrit           | 1986             | Pharmacie Caenevet                   |
| Pharmacie Pesche                     | Orne               | Alençon               | 4 place Halle-au-blé                            | 48° 25′ 50″ nord, 0° 05′ 08″ est   | « PA00110709 » | Inscrit           | 1987             | Pharmacie Pesche                     |
| Pharmacie centrale des mines de Nœux | Pas-de-Calais      | Nœux-les-Mines        | 339 rue Nationale                               | 50° 28′ 22″ nord, 2° 40′ 08″ est   | « PA62000116 » | Inscrit           | 2010             | Pharmacie centrale des mines de Nœux |
| Pharmacie Gros                       | Puy-de-Dôme        | Clermont-Ferrand      | 13 place Delille et place d'Espagne             | 45° 46′ 51″ nord, 3° 05′ 27″ est   | « PA63000119 » | Inscrit           | 2016             | Image manquante Téléverser           |
| Pharmacie                            | Puy-de-Dôme        | Clermont-Ferrand      | 1 place Royale                                  | 45° 46′ 39″ nord, 3° 05′ 09″ est   | « PA00092038 » | Inscrit           | 1986             | Pharmacie                            |
| Pharmacie de la cour princière       | Bas-Rhin           | Bischwiller           | 2 rue du Conseil                                | 48° 46′ 06″ nord, 7° 51′ 42″ est   | « PA00084624 » | Inscrit           | 1987             | Pharmacie de la cour princière       |
| Pharmacie du Cerf                    | Bas-Rhin           | Strasbourg            | 11 rue Mercière et 10 place de la Cathédrale    | 48° 34′ 54″ nord, 7° 44′ 59″ est   | « PA00085144 » | Classé et inscrit | 1936, 1937, 2000 | Pharmacie du Cerf                    |
| Pharmacie Picon                      | Haute-Savoie       | Annecy                | 1 rue Jean-Jacques-Rousseau                     | 45° 53′ 56″ nord, 6° 07′ 35″ est   | « PA00118352 » | Inscrit           | 1984             | Pharmacie Picon                      |
| Pharmacie « Au Bourdon d'or »        | Paris              | Paris (1er)           | 93 rue Saint-Honoré                             | 48° 51′ 41″ nord, 2° 20′ 36″ est   | « PA00085951 » | Inscrit           | 1984             | Pharmacie « Au Bourdon d'or »        |
| Pharmacie                            | Paris              | Paris (7e)            | 151 rue de Grenelle                             | 48° 51′ 28″ nord, 2° 18′ 26″ est   | « PA00088796 » | Inscrit           | 1984             | Pharmacie                            |
| Pharmacie                            | Paris              | Paris (7e)            | 23 avenue Rapp                                  | 48° 51′ 35″ nord, 2° 18′ 04″ est   | « PA00088797 » | Inscrit           | 1984             | Pharmacie                            |
| Pharmacie                            | Paris              | Paris (7e)            | 54 avenue de La Bourdonnais                     | 48° 51′ 23″ nord, 2° 18′ 07″ est   | « PA00088795 » | Inscrit           | 1984             | Pharmacie                            |
| Pharmacie                            | Seine-Maritime     | Dieppe                | 4 rue de la Barre                               | 49° 55′ 29″ nord, 1° 04′ 29″ est   | « PA00100628 » | Inscrit           | 1950             | Pharmacie                            |
| Pharmacie centrale                   | Seine-Saint-Denis  | Saint-Denis           | 379 avenue du Président-Wilson                  | 48° 55′ 32″ nord, 2° 21′ 23″ est   | « PA00133017 » | Inscrit           | 1994             | Pharmacie centrale                   |